# Alain Daniélou
Alain Daniélou (Neuilly-sur-Seine, París, 4 d'octubre de 1907 – Lonay, Suïssa, 27 de gener de 1994) fou un historiador, intel·lectual i musicòleg francès que enregistrà i estudià música de diversos països, principalment de l'Índia i l'Iran. La seva experiència el portà a convertir-se al xivaisme.

## Biografia
La mare, Madeleine Clamorgan, pertanyia a una antiga família de la noblesa de Normandia; era una fervent catòlica i va fundar un orde religiós, sota el patronatge de sant Francesc Xavier. El seu pare, Charles Daniélou, era un polític anticlerical de la Bretanya que va tenir nombrosos càrrecs ministerials en el govern de França. El germà gran, Jean Daniélou, va ser un destacat cardenal i membre de l'Acadèmia Francesa.
Daniélou rebé una excel·lent educació musical, iniciant els estudis de piano als dotze anys. Més tard s'inicià en el cant amb el mestre Charles Panzéra i composició amb Max d'Ollone. Es va interessar molt per la música clàssica no europea i rebé l'any 1929 una beca per a estudiar música tradicional algeriana. Del 1927 al 1932 congenià amb intel·lectuals com Jean Cocteau, Max Jacob, Serge de Diaghilev, Igor Stravinski, Henri Sauguet, Nicolas Nabokov i altres.
El 1932 inicià els seus viatges a l'Índia, establint amistat amb Rabindranath Tagore, qui el va nomenar director del departament de música de l'escola Santiniketan. El 1937 es va traslladar a Varanasi, on va estudiar vina, durant sis anys, amb el guru Shivendranâth Basu, i també aprengué hindi i el sànscrit. El 1945 va ser nomenat director adjunt de la Facultat de Música de la Universitat Hindú de Benarés i va començar a recollir les còpies de manuscrits sànscrits sobre teoria de la música, un recull conservat per la Fundació Giorgio Cini de Venècia.
També va fer diversos viatges a Khajuraho, Bhuvaneshwar, Konark, juntament amb el suís Raymond Burnier, fotògraf, per enriquir els seus coneixements d'arquitectura i escultura índia aplegant documentació iconogràfica important. Va ser un viatge vital en què es van sentir molt integrats en la cultura i art d'aquest subcontinent. Les fotografies de Raymond foren una revelació, Khajuraho es va fer famós gràcies a la seva obra, i Nehru, quan arribà al poder, decorà el seu despatx amb grans ampliacions d'aquestes imatges. L'any 1949, el Museu Metropolità de Nova York, que mai havia exposat fotografia, presentà una gran exposició del treball de Raymond, i més tard traslladà una exposició similar a París, sota l'auspici de Pierre Bérès.
Després de disset anys en Benarés, es va traslladar a Madràs el 1954 i va ser durant dos anys director de la biblioteca de manuscrits sànscrits i edicions de Adyar. Dos anys més tard, es va incorporar a l'Institut Francès d'Indologia a Pondicherry i l'Escola Francesa d'Extrem Orient. Va publicar la primera antologia de la música clàssica de l'Índia, on figura, en particular Ravi Shankar i Ali Akbar Khan duet.

## Enregistraments sonors
Alain Daniélou fou director de les sèries de la col·lecció discogràfica de música de la UNESCO: un conjunt d'enregistraments de música tradicional de tot el món. El 1981 va rebre el premi UNESCO/CIM de música, i el 1987 rebé la medalla Kathmandu de la UNESCO. Vegeu aquests enregistraments a Unesco Collection: A Musical Anthology of the Orient.
La Casa Àsia de Barcelona té un fons de més de tres-cents enregistraments musicals ètnics de països asiàtics realitzats per Alain Daniélou efectuades entre 1950 i 1970 (168 de les quals en col·laboració amb Jacques Cloarec, actual president de la Fundació Alain Daniélou). La qualitat de les gravacions, així com el seu estat de conservació el converteixen en un fons històric musical de primer ordre, en el qual trobem enregistraments inèdits amb documents únics sobre estils i intèrprets actualment desapareguts. Els enregistraments del fons estan en format de bobines de cinta oberta, i l'origen majoritari del contingut sonor és de l'Índia, Iran, Bretanya i Tunísia, entre d'altres.
Els informes sobre la col·lecció Daniélou / Cloarec (realitzats per Romà Escalas i Llimona), així com la versió digitalitzada dels enregistraments, estan a disposició de l'usuari tant a Casa Àsia com a l'Espai de Documentació i Recerca del Museu de la Música de Barcelona, lloc on es realitzà el procés de digitalització.

## Obra

### Història i societat
- L'Histoire de l'Inde, Fayard, 1971, 1983, ISBN 2-213-01254-7
- Les Quatre Sens de la Vie et la structure sociale de l'Inde Traditionnelle, Éditions du Rocher, Paris, 1992, ISBN 2-268-01403-7
- La civilisation des différences, éditions Kailash, 2003, ISBN 2-84268-097-9

### Filosofia i religió
- Mythes et Dieux de L'Inde, le polythéisme hindou, éd. Champ-Flammarion, 1994, ISBN 2-08-081309-9
- Le Destin du monde d'après la tradition shivaïte, Albin Michel, 1992, ISBN 2-226-05971-7
- Shiva et Dionysos, La Religion de la Nature et de l'Eros, de la préhistoire à l'avenir, Arthème Fayard, 1979, ISBN 221301762X
- Shivaïsme et Tradition primordiale, éditions Kailash, 2004, ISBN 2-84268-103-7
- Approche de l'hindouisme, éditions Kailash, 2004, ISBN 2-84268-111-8
- La Fantaisie des Dieux et l'Aventure Humaine, éditions du Rocher, 1985, ISBN 2-268-01323-5
- Yoga Méthode de Réintégration, édition de L'Arche, 1951, ISBN 2-85181-022-7
- Yoga, Kâma le corps est un temple, édition Kailash, 2006, ISBN 2-84268-126-6
- Le Phallus, édition Pardès, 1993, ISBN 2-86714-115-X
- La correspondance entre Alain daniélou et René Guénon, édition Leo S. Olschki, 2002, ISBN 88-222-5099-0

### Música
- Traité de Musicologie Comparée, éditions Hermann, 1959, ISBN 2-7056-1265-3
- Sémantique Musicale, Essai de Psychophysiologie auditive, éditions Hermann, 1967, ISBN 2-7056-1334-X
- Origines et pouvoirs de la musique, éditions Kailash, 2003, ISBN 2-84268-090-1
- La Musique de l'Inde du Nord, éditions Buchet-Chastel, 1966, ISBN 2-85194-383-9
- Poèmes chantés - Rabindranath Tagore, éditions Michel de Maule, 2005, ISBN 2-87623-147-6
- Trois Chansons de Rabindranath Tagore, éditions Ricordi, 1961
- Le Gitalamkara L'ouvrage original de Bharata sur la Musique, Institut Français d'Indologie, 1959
- Textes des Purâna sur la théorie musicale, Institut Français d'Indologie, 1959
- Tableau Comparatif des Intervalles Musicaux, Institut Français d'Indologie, 1958
- La Musique du Laos et du Cambodge, Institut Français d'Indologie, 1957
- La Situation de la Musique et des Musiciens dans les Pays d'Orient, éditions Léo S. Olschki, 1971
- Kathakali, Le théâtre dansé de l'Inde, Alain Daniélou et Kapila Vatsyayan, Publication de l'Institut International d'Études Comparatives de la Musique, 1971
- Bharata Nâtyam, Danse classique de l'Inde, Nandikeshvara, Traduit du sanskrit par Alain Daniélou, Publication de l'Institut International d'Études Comparatives de la Musique, 1970

### Traduccions
- Les Contes du labyrinthe, éditions du Rocher, 1990, ISBN 2-268-00935-1
- Dhrupad - Poèmes classiques et thèmes d'improvisation des principaux Râgä de l'Inde du Nord, éditions Les Cahiers des Brisants, 1986
- Les fous de Dieu, Recueil de contes gangétiques, Éditions Buchet-Chastel Paris, 1975.
- Le Shiva Svarodaya, Ancien Traité de Présages et Prémonitions d'après le souffle vital, Éditions Arché, 1982
- Le Mystère du Culte du Linga, Écrits Fondamentaux de Swami Karpatri, Les Éditions du Relié, 1993
- Le Kâma Sûtra, Le Bréviaire de l'Amour, Traité d'Erotisme de Vâtsyâyana, éditions du Rocher, 1992
- Le Bétail des Dieux et autres Contes Gangétiques, Éditions Buchet-Chastel, 1983
- Manimékhalaï ou le scandale de la vertu, du prince-marchand Shattam, Traduit du tamoul ancien et préfacé par Alain Daniélou, avec le concours de T.V. Gopala Iyer, Éditions Flammarion, 1987, ISBN 2-08-066067-5
- Shilappadikâram Le Roman de l'Anneau, du Prince Ilangô Adigal, Traduction du Tamoul ancien avec la collaboration de R.S. Desikan, Éditions Gallimard NRF, 1961, ISBN 2-08-066067-5
- Trois Pièces de Théâtre de Harsha, éditions Buchet-Chastel, 1977

### Autobiografia
- Le tour du Monde en 1936 Reportages et articles publiés entre le 5 septembre 1936 et le 9 juillet 1937, éditions Flammarion, 1987, ISBN 2-08-066059-4
- Le Chemin du Labyrinthe, Souvenirs d'Orient et d'Occident, éditions Laffont, 1981, ISBN 2-268-01517-3
- L'Inde traditionnelle Alain Daniélou et Raymond Burnier -Photographies 1935-1955, éditions Fayard, 2002, ISBN 2-213-61437-7

## Discografia
- Unesco Collection: A Musical Anthology of the Orient
- Anthology of Indian Classical Music - A Tribute to Alain Daniélou
- Musiciens et Danseurs de la caste des Ahirs (1951)
- Religious Music of India (1952)
- Musical Sources (Philips, Holland)
- Anthology of North Indian Classical Music - (Bärenreiter-Musicaphon, Kassel)

- Homenatge a Alain Daniélou (Careli Records S.L., 2004)